# Dąbrowa Białostocka
Dąbrowa Białostocka (do 1961 Dąbrowa Grodzieńska) – miasto w województwie podlaskim, w powiecie sokólskim, siedziba gminy miejsko-wiejskiej Dąbrowa Białostocka, nad Kropiwną (lewy dopływ Biebrzy), w otulinie Biebrzańskiego Parku Narodowego. Położona w urozmaiconym krajobrazowo paśmie wzgórz morenowych. Ośrodek usługowy regionu rolniczego; drobny przemysł, głównie spożywczy.

## Historia
Prawa miejskie otrzymała w roku 1712, utracone w 1892 roku przez przekształcenie w miasteczko. Położona była w końcu XVIII wieku na Grodzieńszczyźnie, w powiecie grodzieńskim województwa trockiego. Po utracie praw miejskich przynależała do gminy Dąbrowa w powiecie sokólskim, od 1918 w województwie białostockim.
13 października 1919 Dąbrowę ponownie zaliczono do miast, włączając do niej równocześnie wsie: Grabowo, Jasionówka, Juryzdyka, Małyszówka i Osmołowszczyzna.
Podczas okupacji hitlerowskiej odebrano prawa miejskie Dąbrowie, a miasto podzielono w 1944 roku na sześć gromad: Dąbrowa Grodzieńska, Grabowo, Jasionówka, Juryzdyka, Małyszówka i Osmołowszczyzna, które włączono ponownie do gminy Dąbrowa, a więc dezintegrując utworzony w 1919 twór osadniczy. Stan rzeczy ustawodawstwo polskie usankcjonowało ze znacznym opóźnieniem, bo dopiero 1 stycznia 1951. Jednak w przeciwieństwie do stanu z 1944, w 1951 roku powołano pięć (nie sześć) gromad, łącząc Dąbrowę z Juryzdyką w jedną gromadę o nazwie Dąbrowa Grodzieńska. Brak zgodności między ustawodawstem okupacyjnym (funkcjonującym de facto) a polskim (obowiązującym de jure) sprawiło, że Juryzdykę nadal wymieniano jako gromadę w gminie Dąbrowa, także po 1951 roku.
Jesienią 1954, w związku z reformą administracyjną państwa, Dąbrowa Grodzieńska (z Juryzdyką), Jasionówka i Małyszówka, a także Kirejewszczyzna, weszły w skład nowo utworzonej gromady Dąbrowa. 1 stycznia 1956 roku gromadę przyłączono do nowo utworzonego powiatu dąbrowskiego w województwie białostockim. 10 marca 1961 roku Dąbrowa Grodzieńska została przemianowana na Dąbrowę Białostocką.
1 stycznia 1965 gromadę Dąbrowa Białostocka zniesiono w związku z nadaniem jej praw miejskich, w związku z czym Jasionówka, Małyszówka, Juryzdyka i Kirejewszczyzna stały się integralnymi częściami Dąbrowy Białostockiej (w przypadku trzech pierwszych po raz drugi).
Stan rzeczy utrzymał się zaledwie cztery lata, bo już 1 stycznia 1969 Jasionówkę (z kolonią), Małyszówkę i Kirejewszczyznę wyłączono z Dąbrowy Białostockiej, włączając ją do reaktywowanej gromady Dąbrowa Białostocka jako samodzielne wsie. W Dąbrowie pozostała już zatem sama Juryzdyka.
Samodzielnymi wsiami Jasionówka i Małyszówka pozostały zaledwie cztery lata, bo już 1 stycznia 1973 – w związku z kolejną reformą administracyjną kraju – włączono je po raz trzeci do Dąbrowy Białostockiej
Powiat dąbrowski przetrwał do 31 maja 1975. W latach 1975–1998 miasto administracyjnie należało do woj. białostockiego.

## Demografia

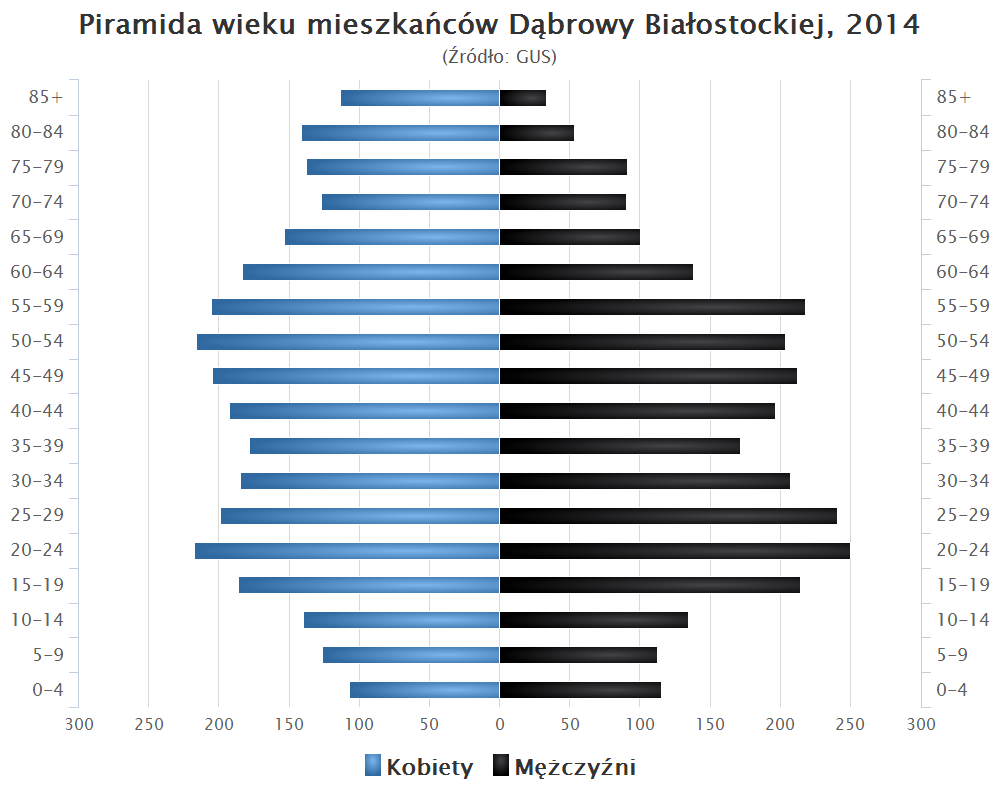
Piramida wieku mieszkańców Dąbrowy Białostockiej w 2014 roku

Według danych z 1 stycznia 2011 r. powierzchnia miasta wynosiła 22,64 km². 31 grudnia 2017 r. miasto miało 5632 mieszkańców.

## Zabytki
- układ przestrzenny z XVI–XVIII w., nr rej.: 442 z 2.05.1979
- zespół kościoła parafialnego, nr rej.: A-579 z 16.02.2015
- murowano-kamienny wiatrak holender z 1924 r., nr rej.: 445 z 26.06.1979[22].

## Transport
- 670 Osowiec-Twierdza – Goniądz – Suchowola – Dąbrowa Białostocka – Chworościany
- 673 Sokółka – Dąbrowa Białostocka – Lipsk

## Wspólnoty religijne
Kościół rzymskokatolicki
- Parafia św. Stanisława Biskupa Męczennika

Polski Autokefaliczny Kościół Prawosławny
- Parafia św. Apostoła Jana Teologa

Świadkowie Jehowy
- zbór

## Sport
- Dąb Dąbrowa Białostocka – klub piłkarski
- KS Szczypiorniak Dąbrowa Białostocka – klub piłki ręcznej

## Miasta partnerskie
- Skarszewy[24]
- Kalwaria[25]
- Mołodeczno[25]

## Galeria

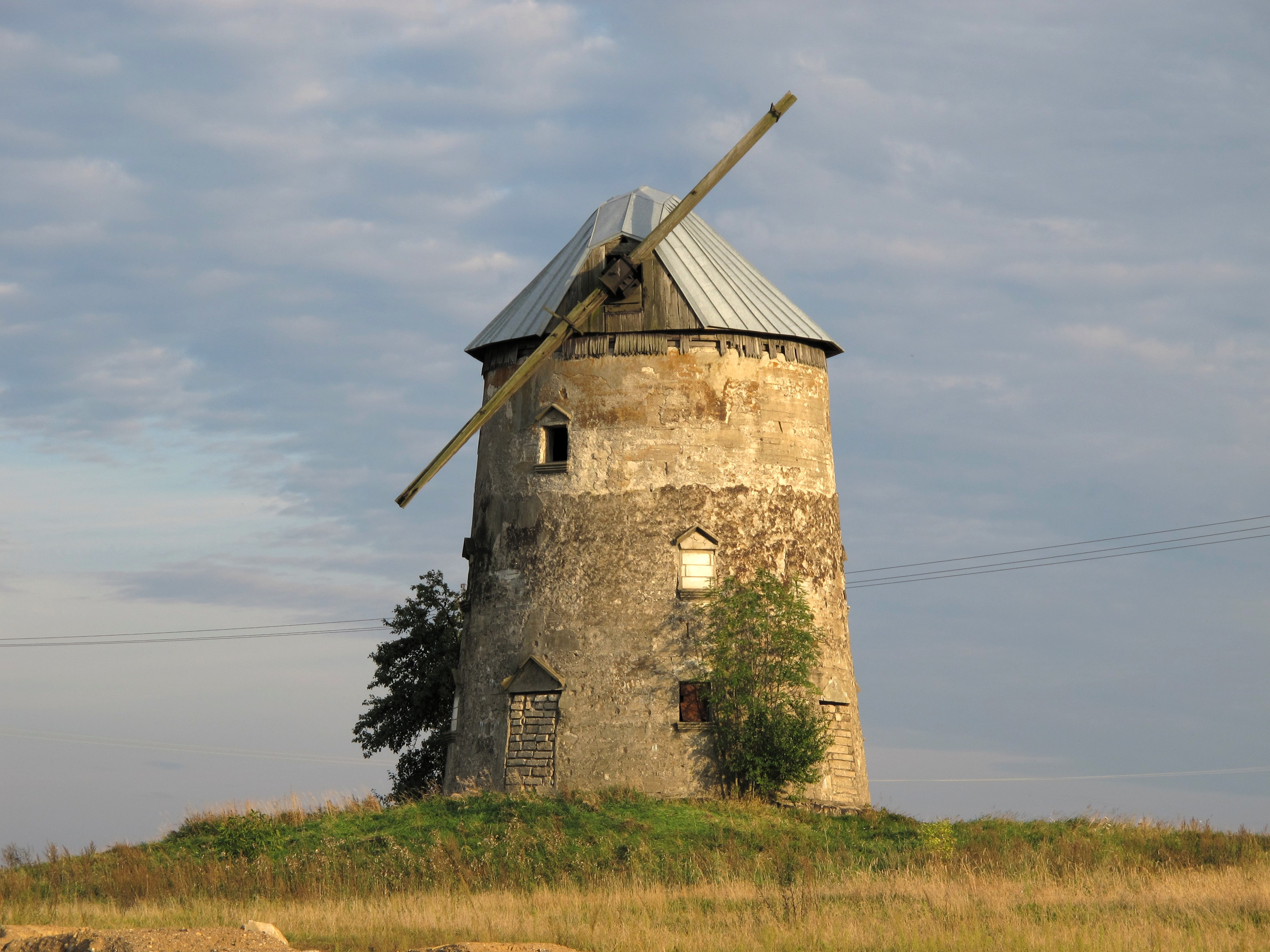
Zabytkowy wiatrak betonowy z 1924 roku – typ holender
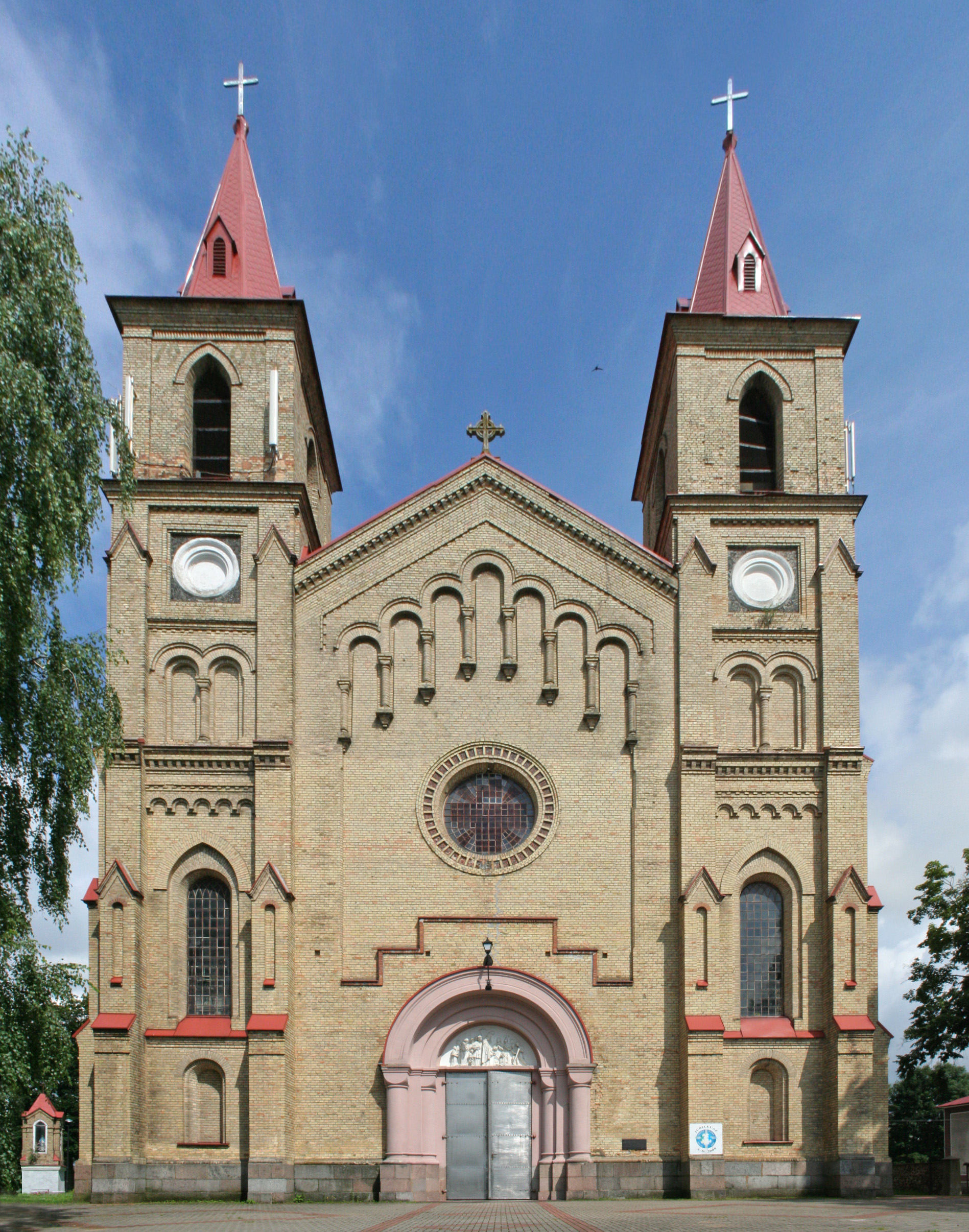
Kościół parafialny pw. św. Stanisława B.M.
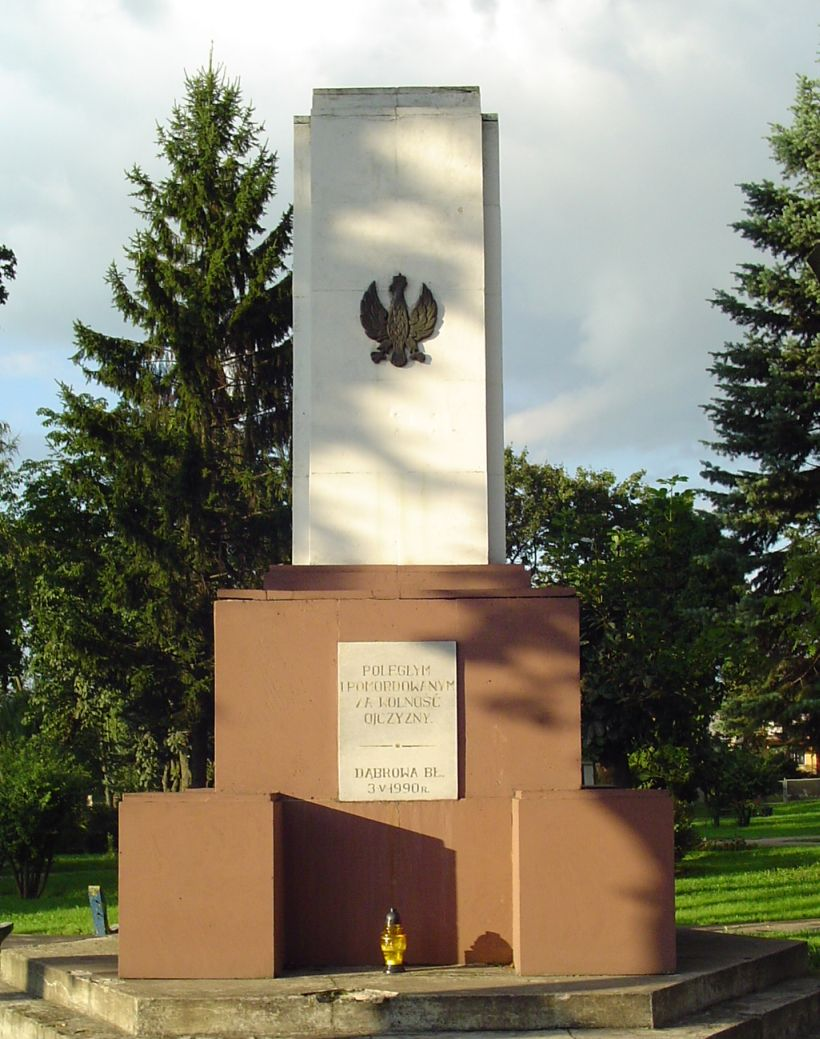
Pomnik poległym i pomordowanym za wolność ojczyzny
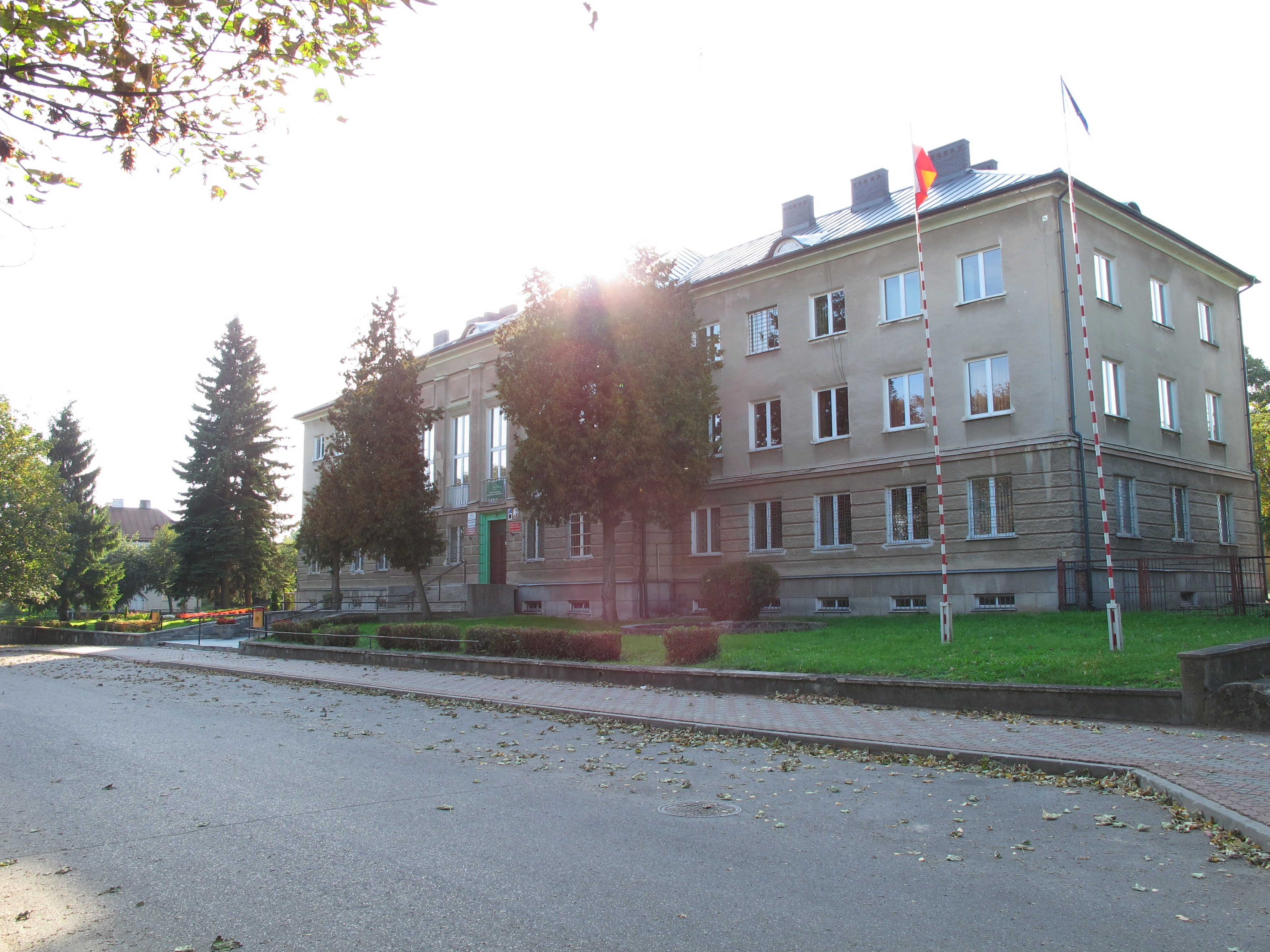
Urząd Miasta i Gminy w Dąbrowie Białostockiej
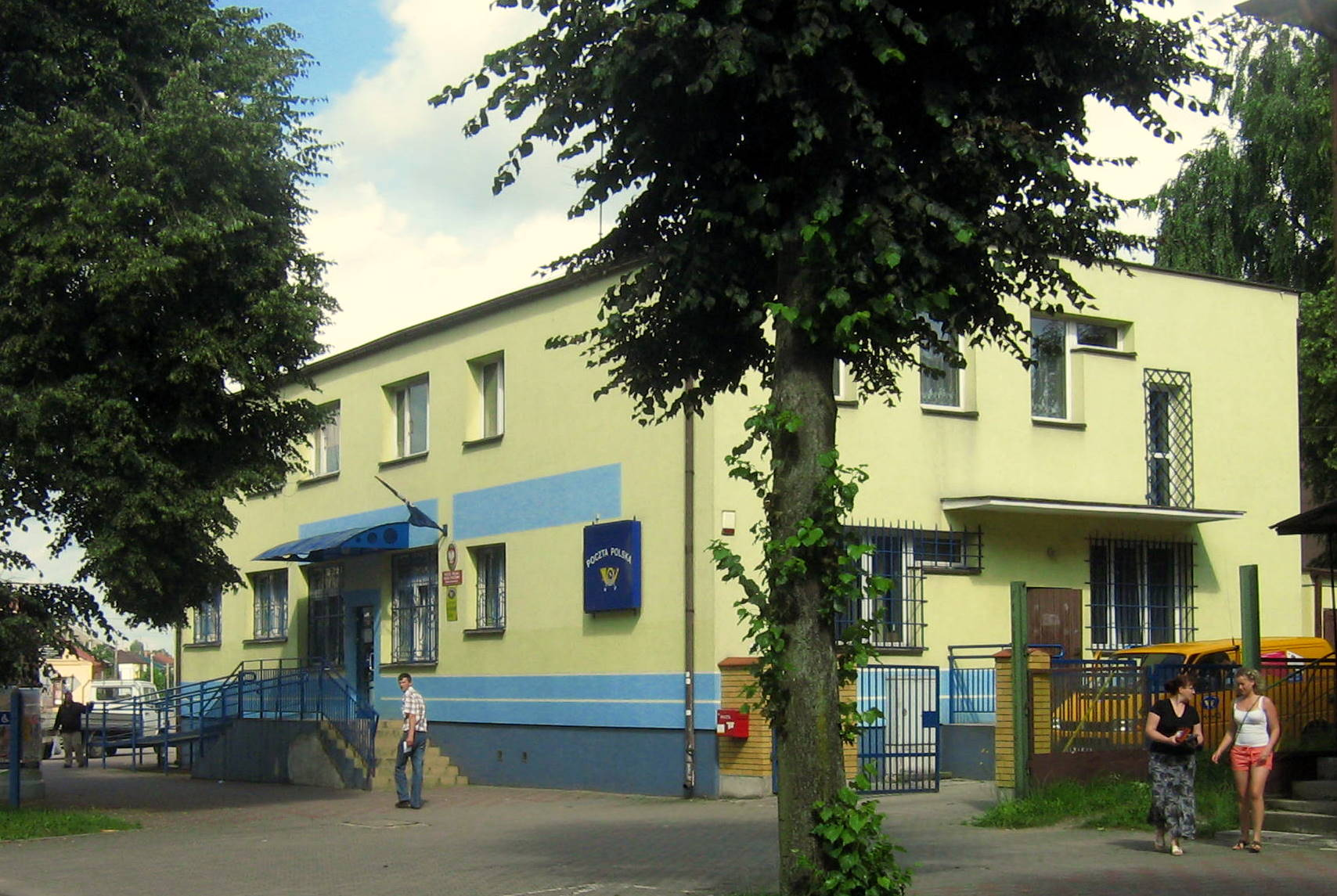
Budynek Poczty Polskiej
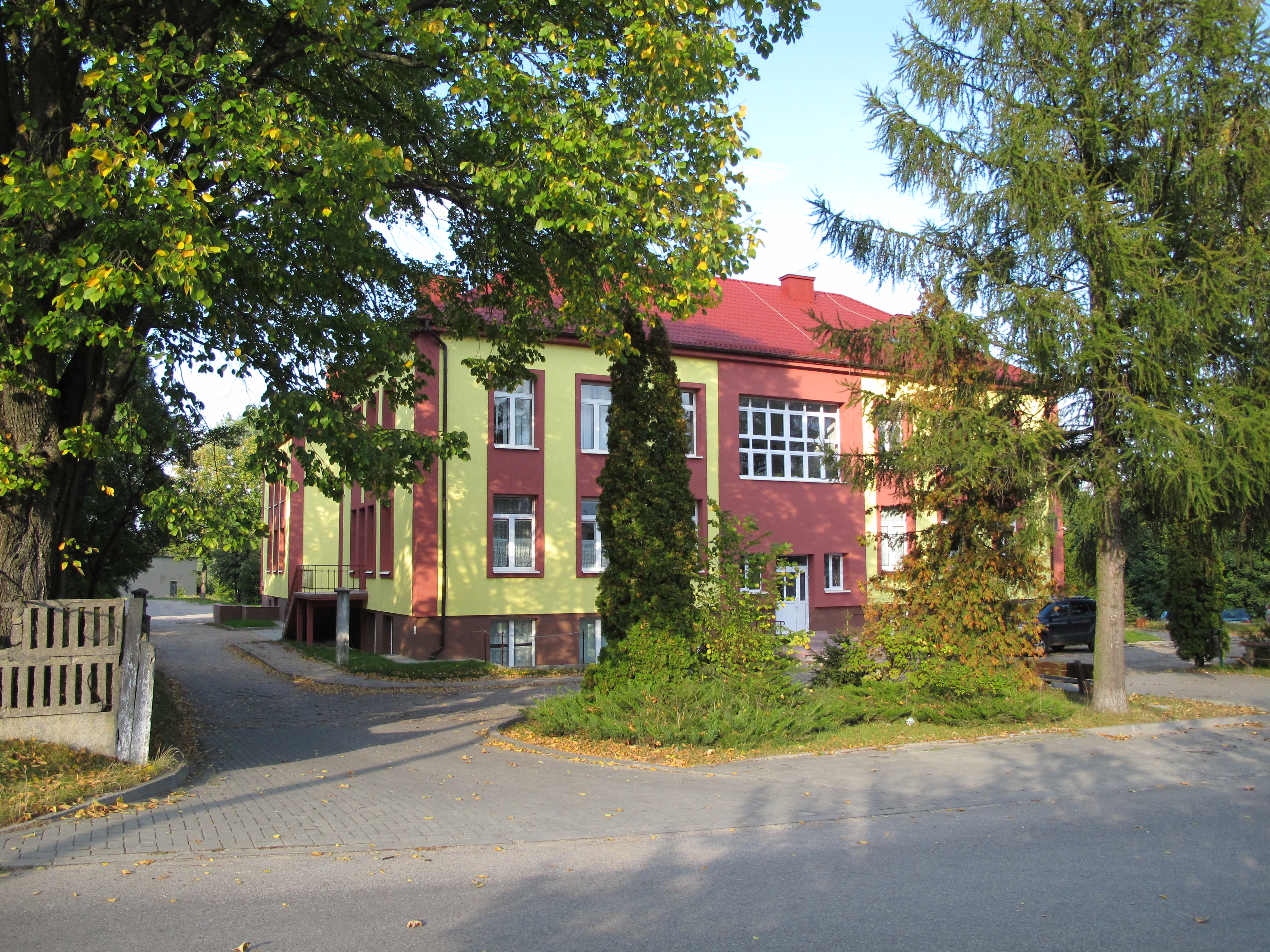
Szpital w Dąbrowie Białostockiej
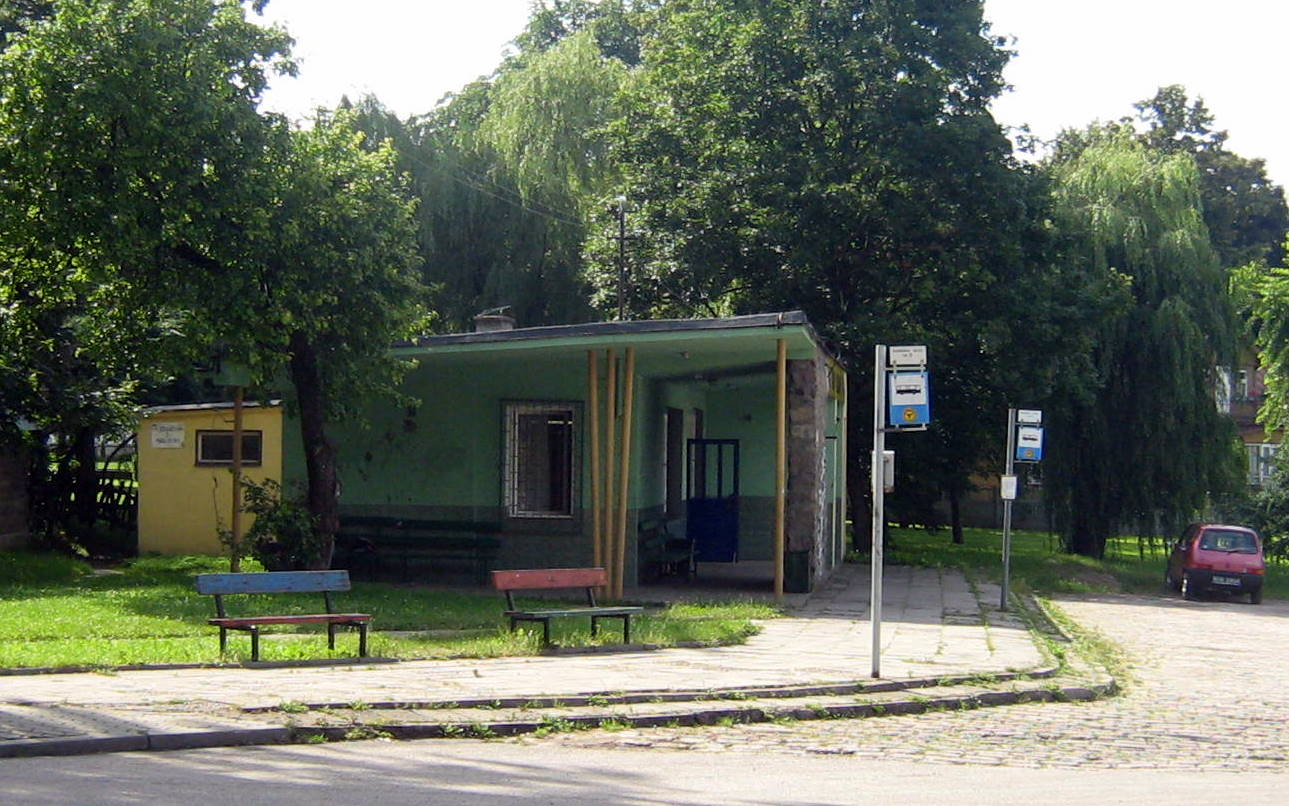
Przystanek PKS w Dąbrowie Białostockiej, przy ulicy 11 Listopada
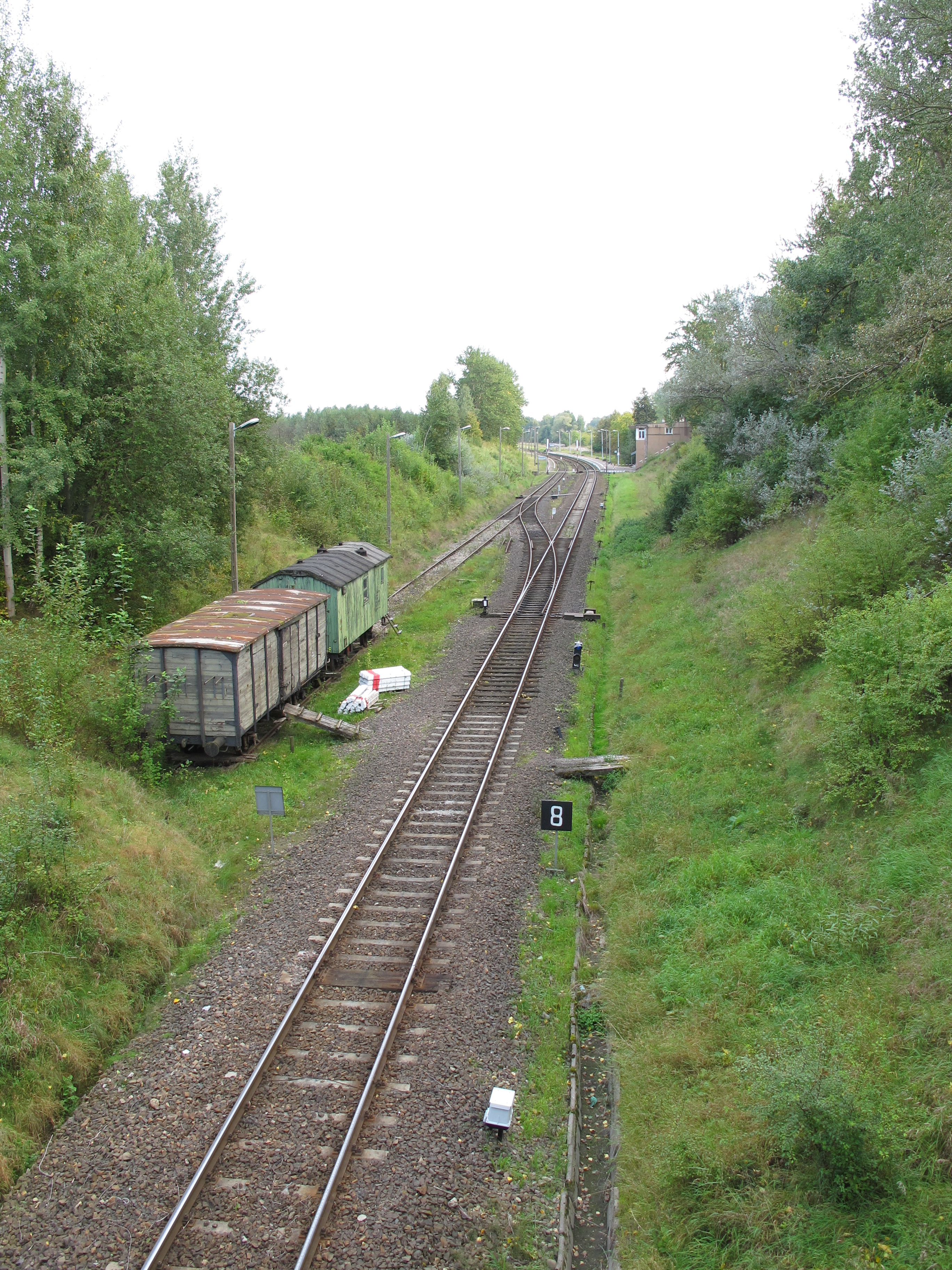
Wjazd na stacje w Dąbrowie Białostockiej na linii kolejowej nr 40
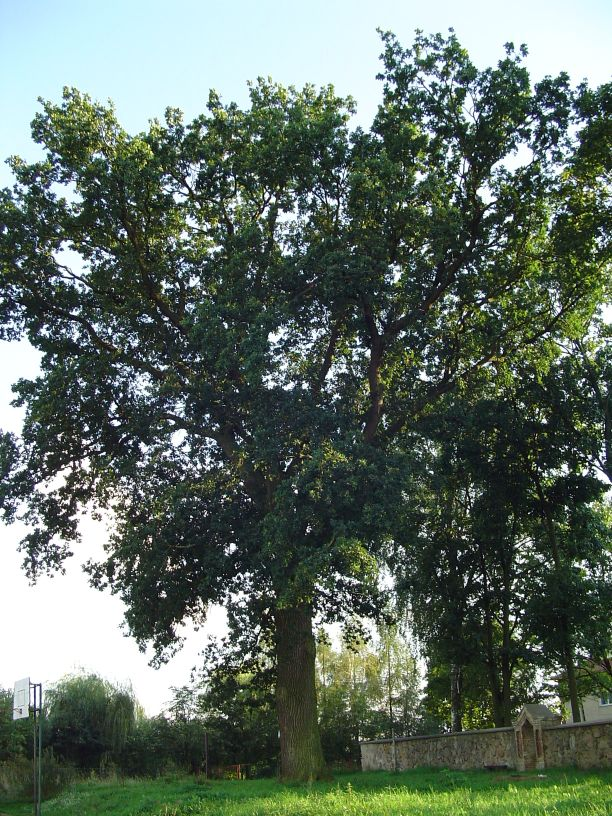
Dąb (Pomnik przyrody) przy kościele św. Stanisława B.M.
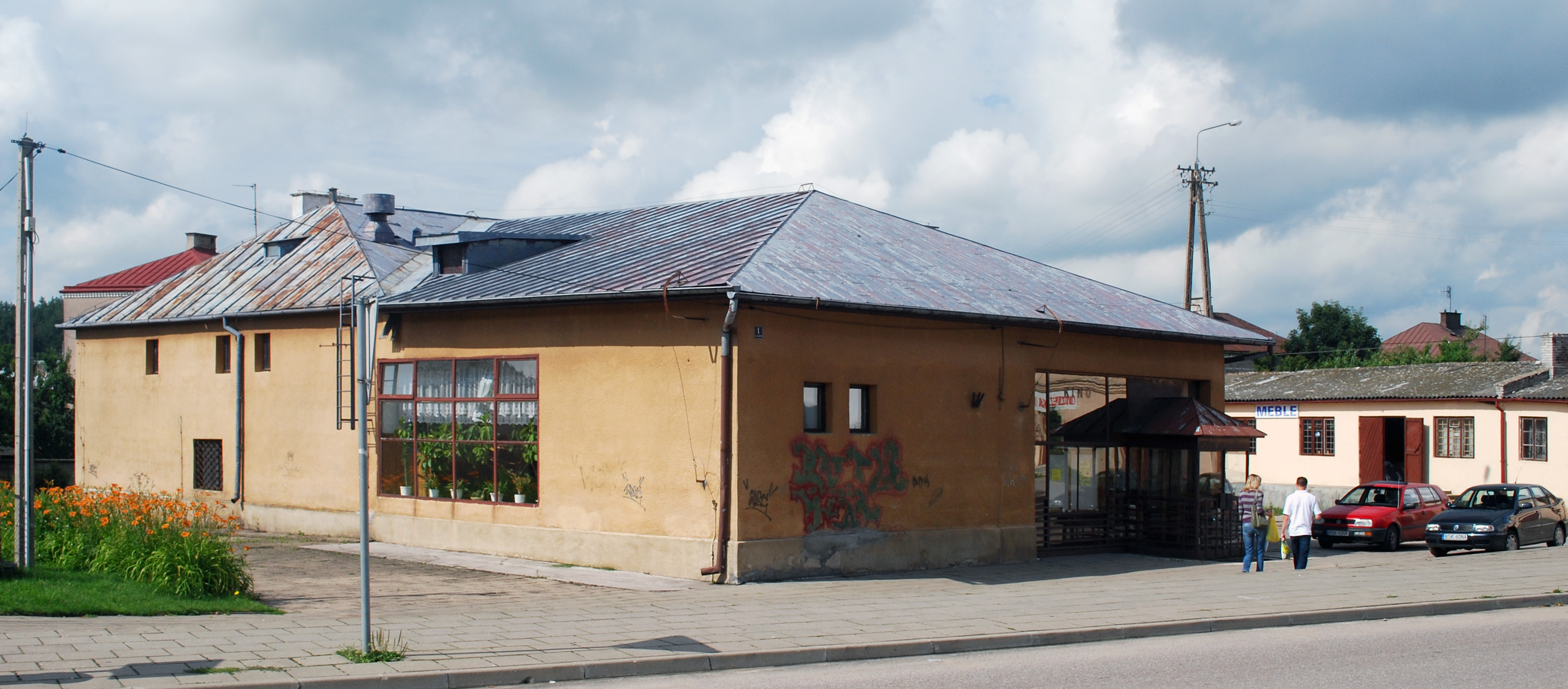
Kino w Dąbrowie Białostockiej
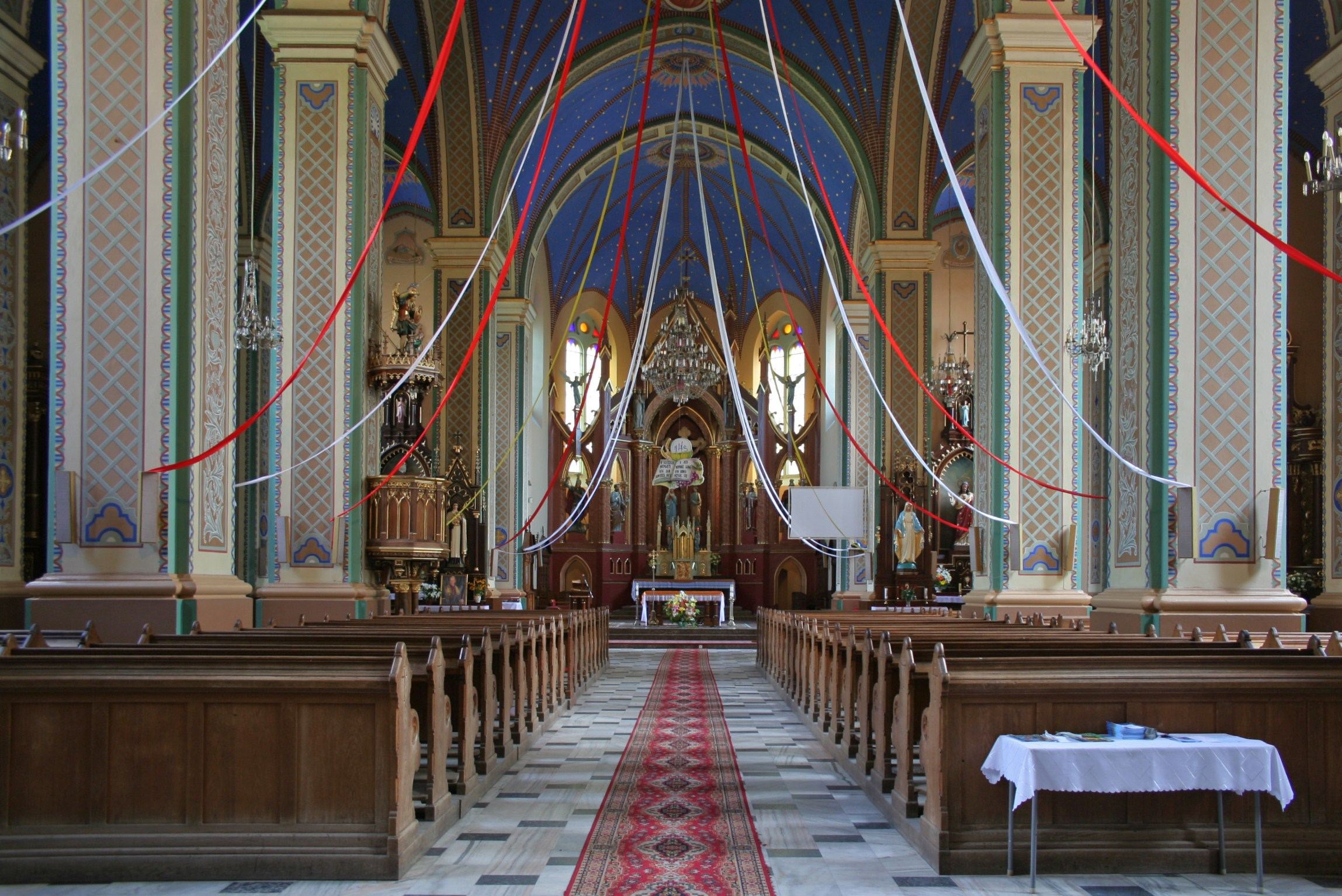
Wnętrze kościoła św. Stanisława Męczennika
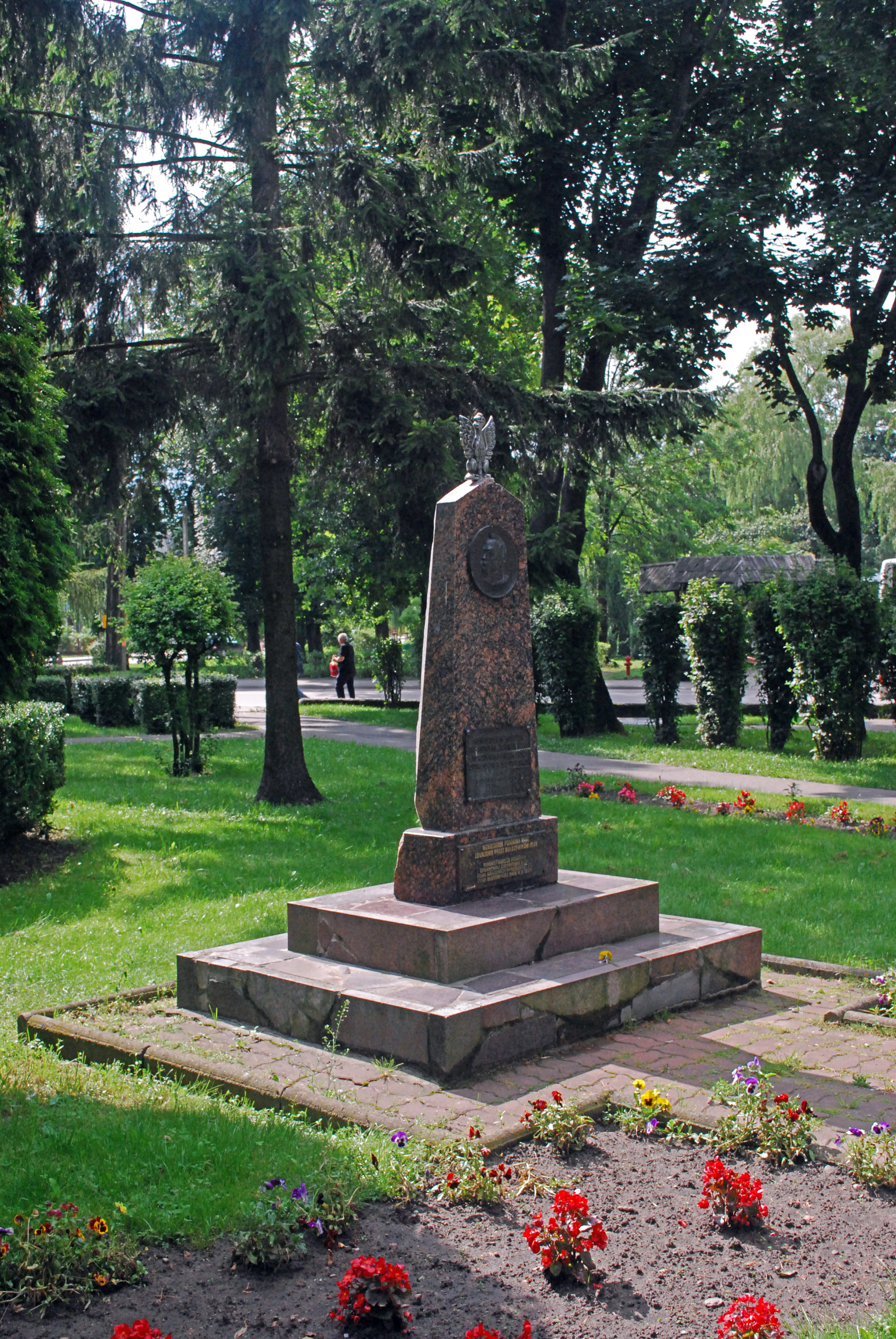
Pomnik w parku
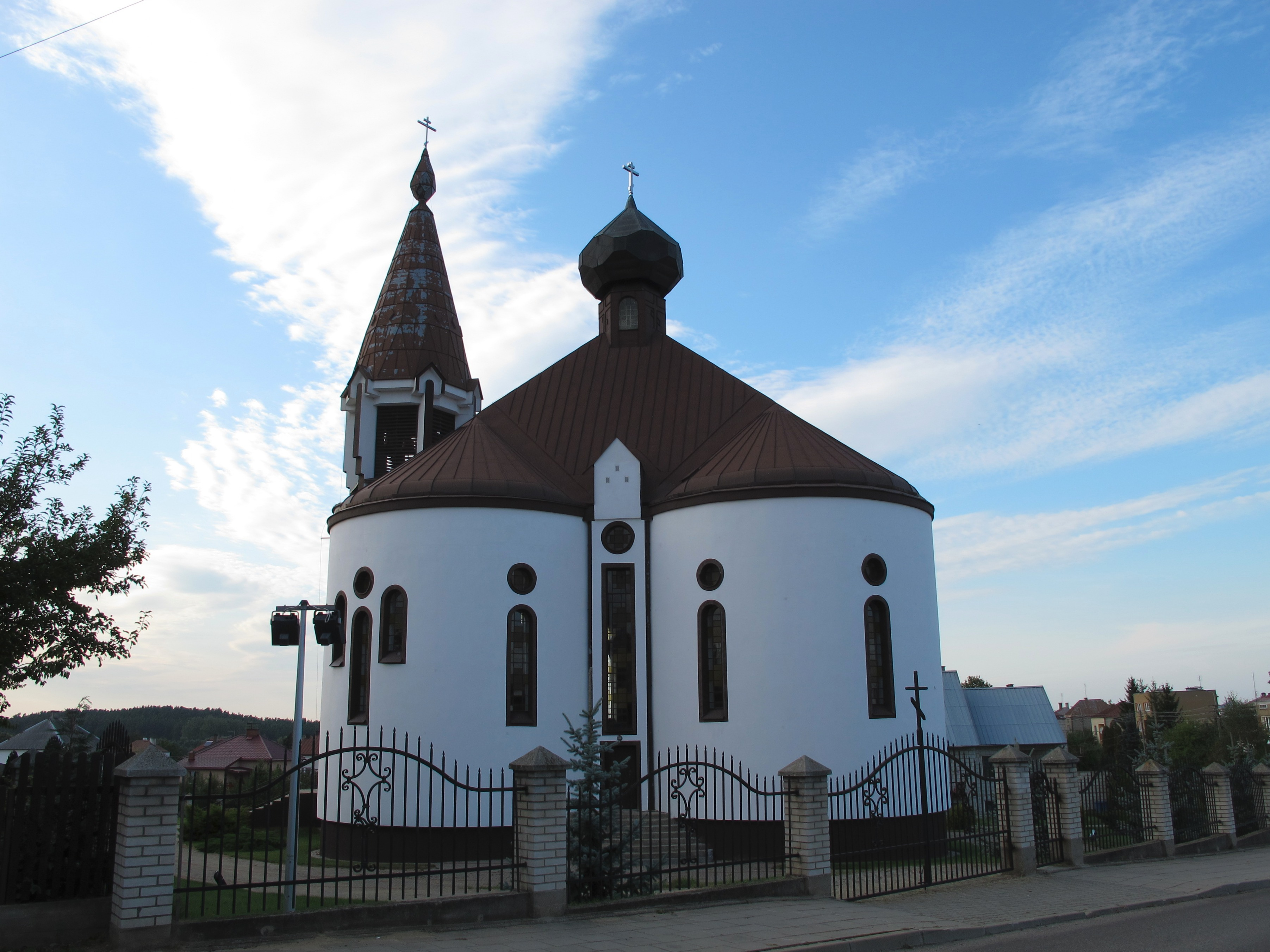
Cerkiew prawosławna pw. św. Jana Teologa
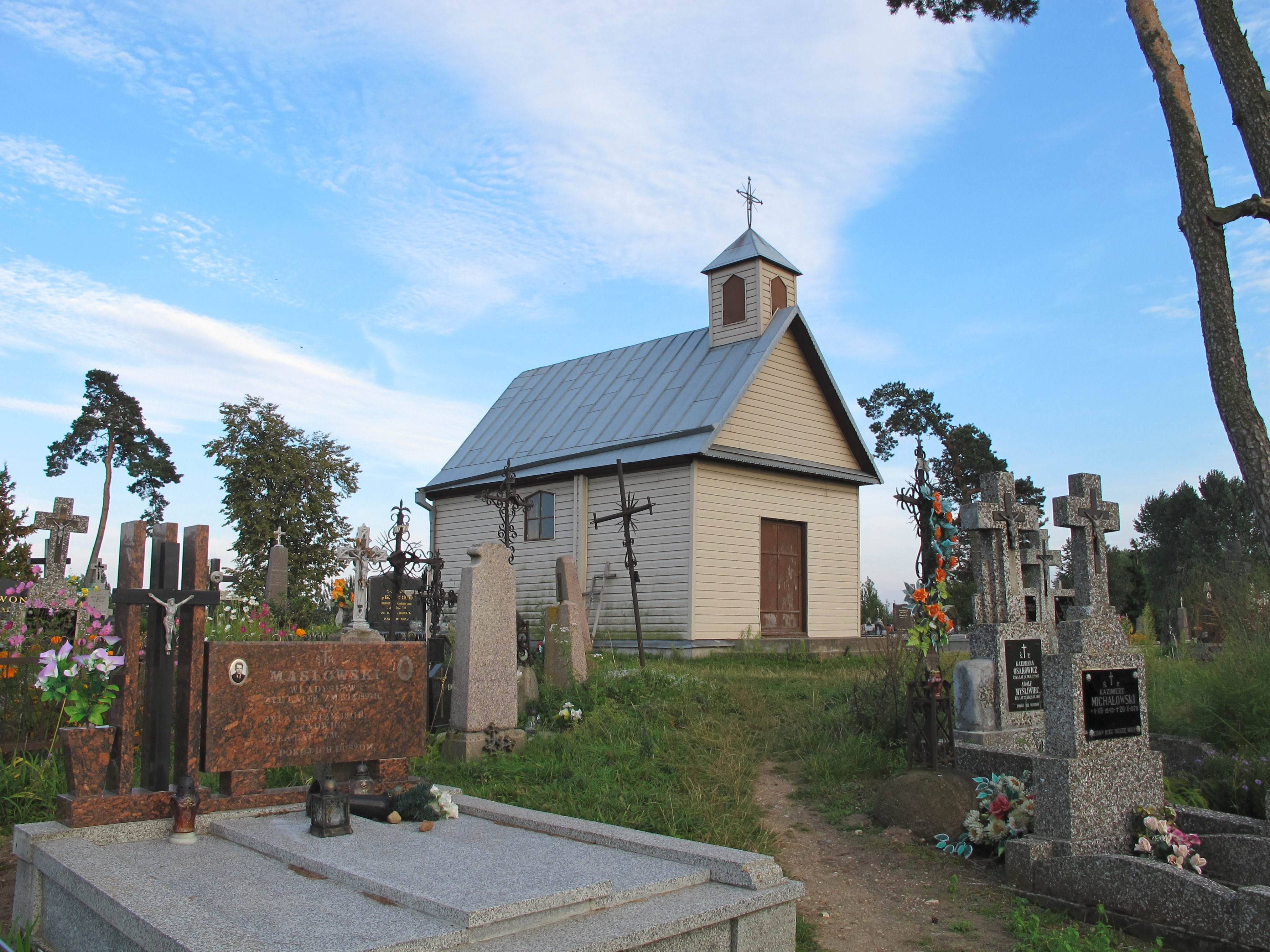
Kaplica pw. św. Michała z 1826r. na cmentarzu katolickim
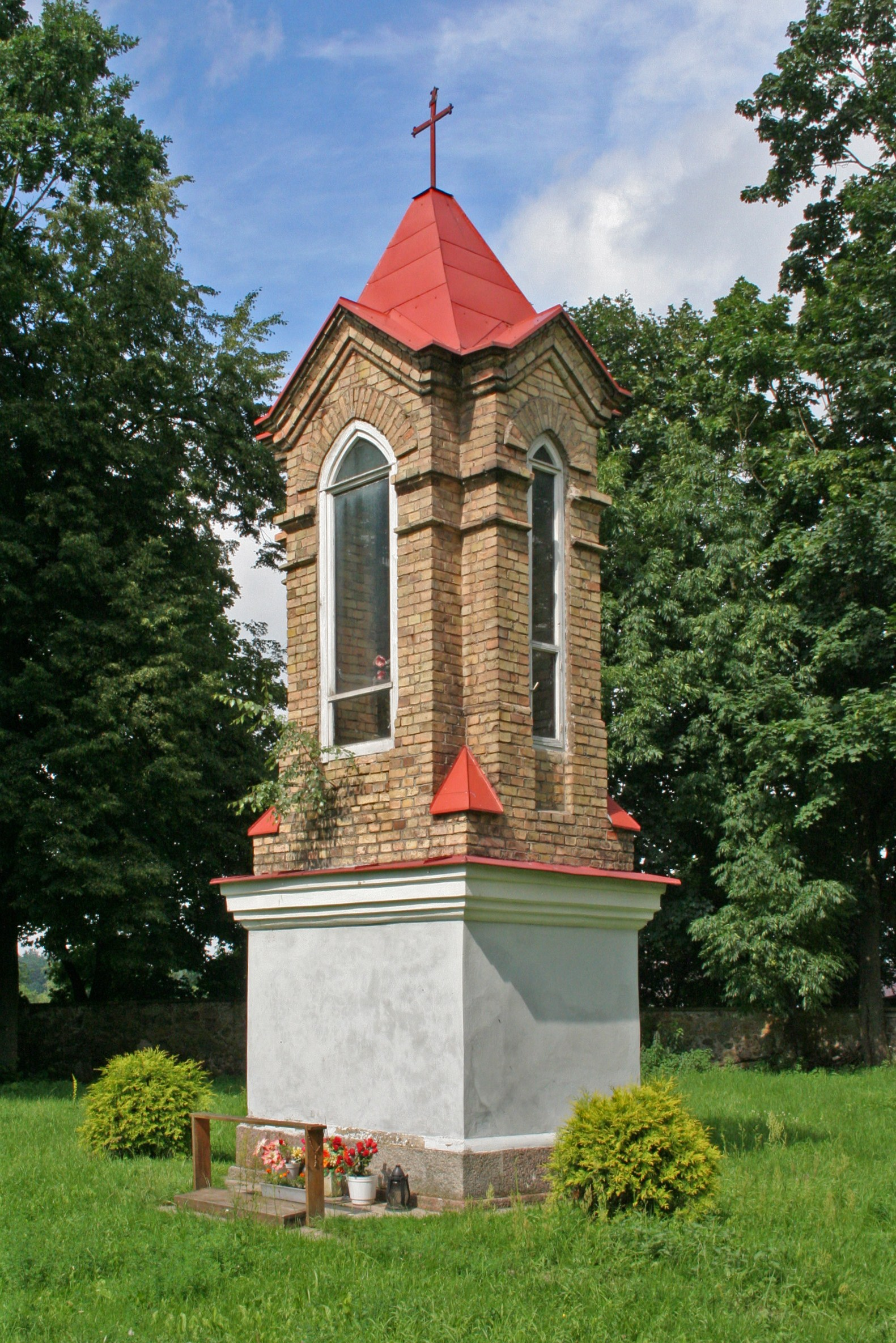
Kapliczka w Dąbrowie Białostockiej